# Клівленд (Міссісіпі)
Клівленд (англ. Cleveland) — місто (англ. city) в США, в окрузі Болівар штату Міссісіпі. Населення — 11 199 осіб (2020).

## Географія
Клівленд розташований за координатами 33°44′35″ пн. ш. 90°43′44″ зх. д. / 33.74306° пн. ш. 90.72889° зх. д. (33.743119, -90.729012).  За даними Бюро перепису населення США в 2010 році місто мало площу 18,91 км², уся площа — суходіл.

### Клімат
Місто знаходиться у зоні, котра характеризується вологим субтропічним кліматом. Найтепліший місяць — липень із середньою температурою 27.7 °C (81.9 °F). Найхолодніший місяць — січень, із середньою температурою 5.7 °С (42.3 °F).
| Клімат Клівленда        | Клімат Клівленда | Клімат Клівленда | Клімат Клівленда | Клімат Клівленда | Клімат Клівленда | Клімат Клівленда | Клімат Клівленда | Клімат Клівленда | Клімат Клівленда | Клімат Клівленда | Клімат Клівленда | Клімат Клівленда | Клімат Клівленда |
| Показник                | Січ.             | Лют.             | Бер.             | Квіт.            | Трав.            | Черв.            | Лип.             | Серп.            | Вер.             | Жовт.            | Лист.            | Груд.            | Рік              |
| Абсолютний максимум, °C | 26,7             | 31,1             | 34,4             | 35               | 37,8             | 41,1             | 41,1             | 43,3             | 39,4             | 35,6             | 31,1             | 27,8             | 43,3             |
| Середній максимум, °C   | 11,1             | 13,4             | 18,4             | 23,8             | 28,3             | 32,4             | 33,8             | 33,4             | 30,2             | 24,8             | 17,8             | 12,6             | 23,3             |
| Середня температура, °C | 5,7              | 7,8              | 12,3             | 17,4             | 22,2             | 26,3             | 27,7             | 27,3             | 23,8             | 17,9             | 11,6             | 7,2              | 17,3             |
| Середній мінімум, °C    | 0,4              | 2,1              | 6,2              | 11,1             | 16,1             | 20,2             | 21,7             | 21,1             | 17,4             | 10,9             | 5,5              | 1,8              | 11,2             |
| Абсолютний мінімум, °C  | −21,1            | −21,1            | −8,3             | −2,8             | 3,9              | 7,8              | 12,2             | 10,6             | −3,9             | −3,9             | −10,6            | −16,1            | −21,1            |
| Норма опадів, мм        | 129              | 116              | 148              | 135              | 130              | 92               | 106              | 77               | 85               | 81               | 120              | 141              | 1359             |
| Днів з опадами          | 10               | 9                | 9                | 8                | 8                | 7                | 7                | 6                | 6                | 5                | 7                | 9                | 92               |
| Днів зі снігом          | 0,5              | 0,8              | 0,2              | 0                | 0                | 0                | 0                | 0                | 0                | 0                | 0                | 0,1              | 1,6              |
| ----------------------- | ---------------- | ---------------- | ---------------- | ---------------- | ---------------- | ---------------- | ---------------- | ---------------- | ---------------- | ---------------- | ---------------- | ---------------- | ---------------- |
| Джерело: Weatherbase    |                  |                  |                  |                  |                  |                  |                  |                  |                  |                  |                  |                  |                  |

## Демографія
Згідно з переписом 2010 року, у місті мешкали 12 334 особи в 4698 домогосподарствах у складі 2948 родин. Густота населення становила 652 особи/км².  Було 5067 помешкань (268/км²).
Расовий склад населення:
| - 50,2 % — чорних або афроамериканців - 47,5 % — білих - 1,0 % — азіатів - 0,1 % — вихідців з тихоокеанських островів |

До двох чи більше рас належало 0,7 %. Частка іспаномовних становила 1,5 % від усіх жителів.
За віковим діапазоном населення розподілялося таким чином: 22,8 % — особи молодші 18 років, 64,3 % — особи у віці 18—64 років, 12,9 % — особи у віці 65 років та старші. Медіана віку мешканця становила 31,4 року. На 100 осіб жіночої статі у місті припадало 82,7 чоловіків;  на 100 жінок у віці від 18 років та старших — 79,8 чоловіків також старших 18 років.
Середній дохід на одне домашнє господарство  становив 45 289 доларів США (медіана — 32 692), а середній дохід на одну сім'ю — 57 590 доларів (медіана — 50 768). Медіана доходів становила 38 982 долари для чоловіків та 28 328 доларів для жінок. За межею бідності перебувало 29,9 % осіб, у тому числі 41,2 % дітей у віці до 18 років та 15,9 % осіб у віці 65 років та старших.
Цивільне працевлаштоване населення становило 5286 осіб. Основні галузі зайнятості: освіта, охорона здоров'я та соціальна допомога — 34,3 %, виробництво — 11,6 %, роздрібна торгівля — 9,8 %, мистецтво, розваги та відпочинок — 9,4 %.